# Ambroise Carminati
Ambroise Carminati, né le 5 mai 1987, est un acteur, réalisateur, producteur et scénariste français.

## Biographie
Élève à l'EICAR puis au Laboratoire de l'Acteur, il se fait connaître en publiant des vidéos sur YouTube sur la chaîne Sympa Cool (anciennement ET BIM).
Son premier long-métrage La Règle du Jeu, est sélectionné pour faire partie du « Cycle Découvertes » du Cinéma Saint-André des Arts.
Sa web-série Cocovoit, écrite et jouée en quatuor avec Bastien Ughetto, Liam Ortelsberg et Jules Dousset, est d'abord diffusée sur YouTube, puis sur la chaîne Comédie+ depuis janvier 2017.
Il travaille deux ans au Bureau des Auteurs de Canal+, où il rencontre Xavier Lacaille, avec lequel il forme un duo humoristique sur scène. Salué par Télérama, Le Parisien et Quotidien, le duo est sélectionné au Festival d’humour de Paris (FUP) pour la soirée des jeunes talents à Bobino. Leur spectacle est capté pour la chaîne Comédie+.

## Filmographie

### Longs-métrages
- 2017 : La Règle du Jeu d'Ambroise Carminati
- 2024 : Le Beau Rôle de Victor Rodenbach : le réalisateur du casting

### Télévision
- 2014 : Le Jour où tout a basculé : Florian (saison 4, épisode 77)
- depuis 2016 : Cocovoit (Comédie+) (avec Jules Dousset, Bastien Ughetto et Liam Ortelsberg) (Sélection au Festival des créations télévisuelles de Luchon 2018[8])
- 2016-2019 : La BA de François (Canal+) (avec Thomas Soulignac et François Berland)
- 2019 : L'Effondrement avec Les Parasites
- 2019 : Calls : Pierrick (saison 2, épisodes 3 et 6)
- 2021-2022 : Damoiselle : Crespin (saison 1, épisode 1 et saison 2, épisodes 3 et 11), Le soldat (saison 1, épisode 11)
- 2022-2025 : Parlement : Félix (saisons 3 et 4)
- 2024 : Lucien et Jibé en coulisses (séquence de l'émission C à vous sur France 5)

### Web-séries
- Depuis 2015 : Marius, les podcasts de l'angoisse : Marius
- 2016 : Johnny Hunter, chasseur de migrants (campagne MSF) : Fils de Johnny (saison 1, épisodes 4 à 6)
- 2021-2024 : Le Réseau : Joseph
- 2022, 2023, 2025 : Confessions d'Histoire - Alexandre le Grand parties 1, 2 et 3/4 : Alexandre

## Théâtre
- Ambroise et Xavier (avec Xavier Lacaille)